# Turbo Delphi
Turbo Delphi – zintegrowane środowisko programistyczne stworzone przez firmę Borland umożliwiające programowanie w języku Delphi, który jest implementacją języka Object Pascal. Turbo Delphi to kontynuacja linii produktowej środowisk Delphi. Zostało wprowadzone w roku 2006 na rynek.
Obecnie dostępne są dwie wersje Turbo Delphi:
- generująca aplikacje Win32 (nazywana Turbo Delphi for Windows)
- oraz generująca aplikacje dla .NET framework (Turbo Delphi for .NET)

Każda z wersji udostępniona jest w dwóch wydaniach, darmowym Explorer i płatnym Professional

## Różnice między wydaniami Turbo Delphi
Cechą charakterystyczną wydania Explorer jest to, że oferuje pełną funkcjonalność wydania Professional. Jest to pierwsze takie środowisko na rynku, które w wydaniu bezpłatnym posiada tak duże możliwości. Ponadto wydania Explorer można używać do tworzenia komercyjnych aplikacji. Jedyną, choć dość znaczącą różnicą jest fakt, że Explorer nie umożliwia zainstalowania w Turbo Delphi żadnych dodatkowych komponentów VCL (bez złamania postanowień licencji).